# Community Connections Program
Програма «Громадські зв'язки» (Community Connections Program) — це програма громадської дипломатії, яка фінансується Агентством США з міжнародного розвитку (USAID). 
Програма передбачає стажування в США для підприємців, представників місцевого самоврядування, правників, лідерів громадських організацій та спеціалістів інших професійних сфер з Азербайджану, Білорусі, Вірменії, Грузії, Казахстану, Киргизької республіки, Молдови, Росії, Таджикистану, Туркменістану, та України. 
Мета програми «Громадські зв'язки» — обмін професійним досвідом, ознайомлення із щоденною роботою американських бізнесменів і фахівців, сприяння розвитку громадських і приватних партнерств в Україні, налагодження контактів між американськими та українськими регіонами і громадами. Відбір учасників проходить шляхом відкритого конкурсу. 
Стажування триває від 3 до 5 тижнів, учасники проживають у приймаючих американських родинах. Група складається з 10 учасників. 
Станом на 2010 рік Програмою «Громадські зв'язки» в Україні охоплено близько 5 тис. учасників.